# Ormosia hosiei
Ormosia hosiei là một loài loài thực vật họ Đậu (Fabaceae).
Loài này chỉ có ở Trung Quốc. Nó ngày càng hiếm gặp do mất môi trường sống. Môi trường sống tự nhiên của loài này là rừng lá rộng ở cao độ thấp.